# 阿瓜隆加
阿瓜隆加是葡萄牙波尔图区的一个堂区。总面积14.9平方公里，总人口2134人，人口密度143.2人/平方公里。